# 4919 Vishnevskaya
4919 Vishnevskaya là một tiểu hành tinh vành đai chính với chu kỳ quỹ đạo là 1249.8737107 ngày (3.42 năm).
Nó được phát hiện ngày 19 tháng 9 năm 1974.